# Basilinopolis
Basilinopolis (łac. Diœcesis Basilinopolitanus) – stolica historycznej diecezji w Cesarstwie Rzymskim (prowincja Bitynia), współcześnie w Tunezji. Pierwszym wzmiankowanym biskupem był Aleksander (V w.). Od XVII figuruje na liście katolickich diecezji tytularnych, od 1973 nie jest obsadzona.

## Biskupi tytularni
| Lp. | Biskup                            | Od                   | Do               |
| --- | --------------------------------- | -------------------- | ---------------- |
| 1   | Gregory Luo Wenzao OP             | 3 stycznia 1674      | 10 kwietnia 1690 |
| 2   | Edme Bélot MEP                    | 20 października 1696 | 2 stycznia 1717  |
| 3   | Karl Friedrich von Wendt          | 25 stycznia 1784     | 21 stycznia 1825 |
| 4   | John Joseph Hughes                | 9 sierpnia 1837      | 20 grudnia 1842  |
| 5   | Joseph Baudichon SSCC             | 13 sierpnia 1844     | 11 czerwca 1882  |
| 6   | François-Eugène Lions MEP         | 22 grudnia 1871      | 24 kwietnia 1893 |
| 7   | Karl Ernst Schrod                 | 17 kwietnia 1894     | 10 kwietnia 1914 |
| 8   | Toribio Minguella y Arnedo OAR    | 22 sierpnia 1916     | 16 lipca 1920    |
| 9   | Pedro Pablo Drinot y Piérola SSCC | 21 października 1920 | 11 września 1935 |
| 10  | Alexandre Poncet SM               | 11 listopada 1935    | 18 września 1973 |